# Oton IV., car Svetog Rimskog Carstva
Oton IV. von Braunschweig (* 1175./1176. u Braunschweigu; † 19. svibnja 1218. u Harzburgu) iz kuće Welfa bio je od 1198., nesporan doduše tek od 1208., do 1218. rimsko-njemački kralj i od 1209. do 1218.  rimsko-njemački car.  Njegova burna vladavina bila je obilježena sukobom između Staufovaca i Welfa i suprotnostima između Francuske i Engleske.

## Život

### Podrijetlo
Oton IV. bio je treći sin bavarskog vojvode Henrika Lava i Matilde Plantagenet, kćeri engleskog kralja Henrika II. Datum i mjesto njegova rođenja nisu poznati. Starija braća bila su mu Henrik (1173./74. – 1227.)  Lotar (1174./1175. – 1190.), a mlađi brat Vilim (Wilhelm von Lüneburg)  (1184. – 1213.)

### Mladost na engleskom dvoru
Nakon svrgnuća i progonstva svoga oca Oton je od 1182. odrastao na dvoru svoga djeda engleskog kralja Henrika II. († 1189.) S ujakom kraljem Rikardom Lavljeg Srca († 1199.), bio je u prijateljskom odnosu. Rikard ga je htio imenovati grofom od Yorka što nije uspjelo zbog otpora lokalnog plemstva.  Ni plan da ga oženi s Margaretom, nasljednicom Škotskog Kraljevstva nije uspio. Godine 1193./94. izručen je zajedno s mlađim bratom Vilimom caru Henriku VI. kao talac za zarobljenog Rikarda Lavljeg Srca. Pušten je na slobodu krajem 1194. Godine 1196. Rikard Lavljeg Srca nagradio ga je grofovijom Poitou na zapadu Francuske čime je Oton dobio naslov vojvode Akvitanije. Dokazao se kao vojskovođa u ratu koji je Rikard vodio protiv Francuske.

### Dvostruki izbor 1198.
Nakon neočekivane smrti rimsko-njemačkog cara i sicilskog kralja Henrika VI. u rujnu 1197., njegova udovica Konstanca Sicilska predala je dvogodišnjeg prijestolonasljednika Fridrika, izabranog 1196. za rimsko-njemačkog kralja, pod skrbništvo pape Inocenta III. Veza između Svetog Rimskog Carstva i Sicilskog Kraljevstva time je bila prekinuta. U Tiringiji su pristaše Staufovaca u ožujku 1198. za kralja izabrali Henrikova najmlađeg brata Filipa Švapskog. Protivnici Staufovaca uz potporu Rikarda Lavljeg Srca i nadbiskupa Kölna Adolfa te kölnskih patricija, zainteresiranih za trgovinu s Engleskom, tražili su protukandidata iz kuće Welfa. Najstariji sin Henrika Lava bio je još u križarskom ratu, koji je pokrenuo Henrik VI., pa je izbor pao na Otona koji je 9. lipnja 1198. izabran za rimsko-njemačkog kralja. Kölnski nadbiskup Adolf okrunio ga je 12. srpnja 1198. u Aachenu lažnim kraljevskim insignijama (prave su bile u rukama Filipa Švapskog). Oton se istovremeno zaručio s Marijom, kćerkom brabantskog vojvode Henrika.
Filip Švapski okrunjen je 8. rujna 1198. u Mainzu za kralja pravim kraljevskim insignijama. Krunidba je međutim obavljena u Mainzu, a ne u Aachenu, gdje su se krunili rimsko-njemački kraljevi, a obavio ju je burgunski nadbiskup Aimo Tarentaise umjesto nadbiskupa Kölna koji je jedini bio ovlašten za krunidbu. Ta krunidba zato nije bila potpuno legitimna. Nastao je sukob oko prijestolja između Filipa Švapskog i Otona IV.  Papa Inocent III. nastupio je kao sudac i na prijelazu 1200./1201. priznao Otona IV. kao kralja. Oton je zauzvrat položio tzv. „Zakletvu u Neussu“ (Neußer Eid)  8. lipnja 1201. kojom je priznao papinske zahtjeve za teritorijima u srednjoj Italiji i na Siciliji. Unatoč papinoj podršci Otonova pozicija sve je više slabila. Engleski kralj Ivan bez Zemlje nije mu više nakon poraza protiv Francuske pružao pomoć. Nekadašnji Otonovi pristaše, među njima njegov brat Henrik, nadbiskup i građani Kölna, prešli su između 1204. i 1206. na stranu Filipa Švapskog. Filip je godine 1205. ponovo izabran za kralja i okrunjen u Aachenu.
Dana 27. srpnja 1206. Oton IV. poražen je u bitki kod Wassenberga nakon čega mu je i papa Inocent III. otkazao podršku. Filipa Švapskog je međutim nedugo prije planirane krunidbe za cara 21. lipnja 1208. u Bambergu ubio bavarski grof Otto VIII. von Wittelsbach.

### Krunidba za cara 1209.
Oton je prognao ubojicu Filipa Švapskog i oženio se Filipovom kćeri Beatriks. Sada je posvuda priznat za kralja te se 11. studenog 1208. na saboru u Frankfurtu na Majni ponovo dao izabrati za kralja. Kao Beatriksin muž ušao je zimi 1208./09. u posjed kraljevskog dobra Staufovaca. Oton je 22. ožujka 1209. ugovorom u Speyeru obnovio „Zakletvu u Neussu“  koju je dao 1201. Pritom međutim nije bio nazočan nijedan od knezova kao svjedok zbog čega ga je papa Inocent III. s oklijevanjem 4. listopada 1209. okrunio za rimsko-njemačkog cara.  Oton je s trupama krenuo na sjever Italije;  u Pisi ga zatekao poziv za pomoć ustaničkih baruna u Apuliji koji su tražili njegovu pomoć protiv Fridrika II. Fridrik II., sin cara Henrika VI., postao je 1208. punoljetan, i već je ugušio jedan plemićki ustanak na Siciliji. Oton je prekršio  „Zakletvu u Neussu“, nastojao obnoviti moć Carstva u Italiji i izbaciti Fridrika iz Sicilskog Kraljevstva.  U jesen 1210. krenuo je s vojskom sa sjevera Italije na jug, zauzeo velike dijelove Papinske Države i nakon osvajanja južne Italije stigao u jesen 1211. na jug Kalabrije gdje je očekivao pisansku flotu da ga prebaci na Siciliju. Papa Inocent III. je 18. studenog 1210. izopćio Otona iz Crkve. Izopćenje je ponovio 31. ožujka 1211. Papino pismo njemačkim biskupima sadržavalo je riječi:

### Gubitak moći i poraz
Uz podršku francuskog kralja Filipa II. Augusta i pape kneževska opozicija izabrala je u rujnu 1211. u Nürnbergu Staufovca Fridrika za  „drugog cara“ (alium imperatorem), ne za kralja. Među opoziciju Otonu pripadali su češki kralj Otakar I. Přemysl, tirinški grof Hermann i nadbiskup Mainza Siegfried II. von Eppstein. Oton je na to prekinuo napad na Siciliju i vratio se u Njemačku. U svibnju 1212. uspio je na saboru u Nürnbergu ponovo uspostaviti svoj autoritet. U srpnju 1212. opsjeo je utvrdu Runnenburg koja je pripadala tirinškom grofu Hermanu. 11. kolovoza 1212. umrla mu je supruga Beatriks nakon samo tri tjedna braka, a u rujnu 1212. Fridrik II. stupio je u Konstancu na njemačko tlo, tako da je Oton IV. počeo gubiti podršku.  Od njega je otpao i njegov kancelar biskup Speyera Konrad von Scharfenberg koji je protivničkoj strani otkrio njegove reformne planove koji su predviđali osobni porez te sekularizaciju i oporezivanje crkvenih imanja . Time je ubrzan prelazak knezova i klera na stranu Fridrika II.

#### Bitka kod Bouvinesa
Fridrik je 19. studenog 1212. u Vaucouleursu obnovio savez s Francuskom protiv Engleske i cara Otona IV. 5. prosinca dao se u Frankfurtu još jednom izabrati za kralja, a okrunjen je četiri dana poslije u Mainzu. Oton se povukao u Köln, a nakon toga u Sasku. Bezuspješno se borio proti v magdeburškog biskupa Albrechta i tirinškog grofa Hermanna. U svibnjui 1214. oženio se na saboru u Maastrichtu Marijom, kćerkom brabantskog vojvode s kojom se zaručio još 1198. U Nizozemskoj je sklopio nove saveze protiv francuskog kralja Filipa II i nastojao profitirati od francusko-engleskog rata. Pružio je vojnu pomoć ujaku engleskom kralju Ivanu bez Zemlje koji je kao i on bio izopćen iz Crkve.  Ivan bez Zemlje želio je uz Otonovu pomoć i nizozemskih saveznika dvostrukim napadom vratiti teritorije u Francuskoj, ali je potučen na rijeci Loire. 27. srpnja 1214. došlo je do bitke kod Bouvinesa u kojoj je francuski kralj Filip II. August teško porazio Otona IV. i njegove saveznike. Oton je nakon bitke pobjegao u Köln.
Borba za prijestolje time je bila odlučena u korist Fridrika II. koji je 1215. okrunjen u Aachenu za kralja i bio posvuda priznat.  U studenom 1215. Oton je poslao izaslanike na Četvrti lateranski sabor da od pape dobije ukinuće izopćenja iz Crkve što bi bio preduvjet za povratak na vlast. Papa Inocent III. odbio je međuitm pregovarati. Oton je 1215. i 1216. bezuspješno ratovao protiv danskog kralja Valdemara II. Godine 1216. i građani Bremena i Kölna otpali su od Otona čiji je utjecaj tada spao samo na njegova imanja u Braunschweigu.

#### Oporuka i smrt
Oton je obolio od dizenterije te je od 13. svibnja 1218. boravio u dvorcu Harzburg. Zdravlje mu se brzo pogoršavalo tako da je došao biskup Hildesheima Siegfried I. von Lichtenberg koji ga je 15. svibnja oslobodio izopćenja, posavjetovao se s njim o oporuci koju je 18. svibnja i ovjerio. Posljednje dane Otona IV. opisao je jedan cistercitski redovnik, koji im je bio svjedok, u djelu Narratio de morte Ottonis IV. imperatoris.  Oton je svoga brata Henrika odredio za izvršitelja oporuke i imenovao ga svojim univerzalnim nasljednikom. Također mu je predao kraljevske insignije sa zadatkom da ih nakon nekog vremena preda Fridriku II.  Blago Welfa povjerio je na upravu katedrali u Braunschweigu.  
Oton IV. umro je 19. svibnja 1218. Njegovo tijelo preneseno je u nazočnosti hildesheimskog biskupa u katedralu u Braunschweigu gdje je pokopan pokraj svoje prve žene Beatriks.

## Značaj
Oton IV. imao je važnu ulogu za povijest njemačke književnosti razvijenog srednjeg vijeka.  Kao unuk engleskog kralja Henrika II. i Eleonore Akvitanske, čiji je dvor u drugoj polovici 12. stoljeća bio među kulturno najznačajnijima u kršćanskoj Europi, odrastajući na tom dvoru pod zaštitom svoga ujaka Rikarda Lavljeg Srca koji je i sam bio vrstan trubadur, Oton je svakako bio upoznat s angloromanskim jezikom i visokorazvijenom mecenatskom kulturom dinastije Anjou-Plantagenet.  Njegova majka Matilda vjerojatno je dala poticaj za prevođenje Pjesme o Rolandu na srednjogornjonjemački jezik.

## Vanjske poveznice
- Otto IV. – Traum vom welfischen Kaisertum. izložba Zemaljskog muzeja u Braunschweigu 8. kolovoza – 8. studenog 2009.
- [neaktivna poveznica]